# Collage
 Denne artikel bør gennemlæses af en person med fagkendskab for at sikre den faglige korrekthed.
     ⇒ Trænger til et kvalitetsløft, se f.eks. den engelske en:Collage

En collage er et kunstværk af flere elementer. Picasso og Braque limede i 1912 de første collager af avisudriv, stykker af malerier og skulpturer på lærred eller træ.

I Danmark skabte Vilhelm Lundstrøm furore med billeder af 'pakkasser'.
Amatører kan skabe personlige og unikke værker. (Billedet viser en meget privat afskedsgave). Digitale værker kan laves fototeknisk og printes på canvas, men er ikke collager i ordets rette betydning. 
I Danmark er maleren Svend Huth Meyer kendt for sine collager af solblegede plakater.
| - Eksempler - Juan Gris Die Jalousie, 1914 'Persiennen' Kubistisk collage - Vilhelm Lundstrøm Komposition 2, 1918 - Kurt Schwitters Das Undbild, 1919 - Collage af sammensvejsede haveredskaber med levende plante og trøstpræmie. |